# Pakaranowate
Pakaranowate, pakarany (Dinomyidae) – rodzina ssaków z infrarzędu jeżozwierzokształtnych (Hystricognathi) w obrębie rzędu gryzoni (Rodentia); obecnie żyje tylko 1 przedstawiciel: pakarana Branickiego. W przeszłości obejmowała największe gryzonie, jakie kiedykolwiek chodziły po Ziemi, m.in. Josephoartigasia monesi o rozmiarach bizona i nieco mniejszy J. magna. Sądzi się, że gryzonie te zajmowały nisze zwierząt skubiących trawę z braku prawdziwych kopytnych, które pojawiły się na kontynencie południowoamerykańskim dopiero po połączeniu z Ameryką Północną. W porównaniu z nimi dzisiejsza pakarana osiąga bardzo skromne rozmiary, jest znacznie mniejsza od kapibary. Blisko spokrewniona, całkowicie wymarła rodzina Neoepiblemidae może w rzeczywistości należeć do pakaranowatych.

## Zasięg występowania
Rodzina obejmuje jeden żyjący współcześnie gatunek występujący w północno-zachodniej Ameryce Południowej. 

## Podział systematyczny
Do rodziny należy jeden występujący współcześnie rodzaj:
- Dinomys Peters, 1873 – pakarana – jednym przedstawicielem jest Dinomys branickii Peters, 1873 – pakarana Branickiego

Opisano również szereg rodzajów wymarłych:

- Agnomys Kraglievich, 1940[14] – jednym przedstawicielem był Agnomys formosus (Ameghino, 1887)
- Arazamys Rinderknecht, Bostelmann T. & Ubilla, 2011[15] – jednym przedstawicielem był Arazamys castiglionii Rinderknecht, Bostelmann T. & Ubilla, 2011
- Borikenomys Marivaux, Vélez-Juarbe, Merzeraud, Pujos, Viñola López, Boivin, Santos-Mercado, Cruz, Grajales, Padilla, Vélez-Rosado, Philippon, Léticée, Münch & Antoine, 2020[16] – jednym przedstawicielem był Borikenomys praecursor Marivaux, Vélez-Juarbe, Merzeraud, Pujos, Viñola López, Boivin, Santos-Mercado, Cruz, Grajales, Padilla, Vélez-Rosado, Philippon, Léticée, Münch & Antoine, 2020
- Briaromys Ameghino, 1889[17] – jednym przedstawicielem był Briaromys trouessartianus Ameghino, 1889
- Carlesia Kraglievich, 1926[18]
- Colpostemma Ameghino, 1891[19] – jednym przedstawicielem był Colpostemma sinuatum Ameghino, 1891
- Diaphoromys Kraglievich, 1931[20]
- Doellomys Alvarez, 1947[21] – jednym przedstawicielem był Doellomys parcus Alvarez, 1947
- Drytomomys Anthony, 1922[22] – jednym przedstawicielem był Drytomomys aequatorialis Anthony, 1922
- Eumegamys Kraglievich, 1926[23]
- Eumegamysops Alvarez, 1947[24] – jednym przedstawicielem był Eumegamysops praependens (Ameghino, 1886)
- Eusigmomys Ameghino, 1905[25]  – jednym przedstawicielem był Eusigmomys oppositus (Ameghino, 1904)
- Ferigolomys Kerber, Bissaro Júnior, Negri, Souza Filho, Guilherme & Hsiou, 2017[26] – jednym przedstawicielem był Ferigolomys pacarana Kerber, Bissaro Júnior, Negri, Souza Filho, Guilherme & Hsiou, 2017
- Gyriabrus Ameghino, 1891[27]
- Isostylomys Kraglievich, 1926[28] – jednym przedstawicielem był Isostylomys laurillardi (Ameghino, 1883)
- Josephoartigasia Mones, 2007[29]
- Olenopsis Ameghino, 1889[30] – jednym przedstawicielem był Olenopsis uncina Ameghino, 1889
- Orthomys Ameghino, 1881[31]
- Paranamys Kraglievich, 1934[32] – jednym przedstawicielem był Paranamys typicus (Ameghino, 1889)
- Pentastylodon Alvarez, 1947[24] – jednym przedstawicielem był Pentastylodon racedi (Ameghino, 1885)
- Pentastylomys Kraglievich, 1926[33] – jednym przedstawicielem był Pentastylomys seriei Kraglievich, 1926
- Potamarchus Burmeister, 1885[34]
- Protomegamys Kraglievich, 1932[35] – jednym przedstawicielem był Protomegamys coligatus (Kraglievich, 1932)
- Pseudosigmomys Kraglievich, 1931[36] – jednym przedstawicielem był Pseudosigmomys paranensis Kraglievich, 1931
- Pseudopotamarchus Kerber, Negri, Ribeiro, Vucetich & Souza Filho, 2016[37] – jednym przedstawicielem był Pseudopotamarchus villanuevai Kerber, Negri, Ribeiro, Vucetich & Souza Filho, 2016
- Rusconia Kraglievich, 1931[20] – jednym przedstawicielem był Rusconia crassidens Kraglievich, 1931
- Scleromys Ameghino, 1887[38]
- Simplimus Ameghino, 1904[39] – jednym przedstawicielem był Simplimus indivisus Ameghino, 1904
- Telicomys Kraglievich, 1926[18]
- Telodontomys Kraglievich, 1931[20] – jednym przedstawicielem był Telodontomys compressidens Kraglievich, 1931
- Tetrastylomys Kraglievich, 1926[33] – jednym przedstawicielem był Tetrastylomys castellanosi Kraglievich, 1926
- Tetrastylus Ameghino, 1886[40]